# Lorenzo Bartolini (letterato)
Lorenzo Bartolini (fl. XVI secolo) è stato un letterato italiano attivo nel Rinascimento alla corte papale.

## Biografia
Non molto si sa della sua vita. Originario di Firenze, era vicino alla famiglia Medici e si trasferì quindi a Roma dopo l'elezione di papa Leone X. Era ancora attivo durante il dominio di papa Clemente VII, durante il quale si concentrò la sua maggiore attività letteraria nota. Pare fosse amico di Pietro Bembo.
La sua maggiore opera pervenuta è la Raccolta Bartoliniana, compendio di rime antiche soprattutto di Dante Alighieri (o comunque a lui attribuite), il cui manoscritto originale è conservato all'Accademia della Crusca a Firenze (codice 53). Dalla Raccolta derivarono numerosi altri codici rinascimentali, che contribuirono a trasmettere ai posteri le Rime dantesche, sebbene in maniera sparsa e disomogenea. Esse vennero in seguito riordinate da importanti filologi e dantisti come Michele Barbi, che per il loro lavoro si basarono anche sulla Raccolta Bartoliniana.